# Mithridates III của Parthia
Vua Mithridates III của Parthia (tiếng Ba Tư: مهرداد سوم) cai trị đế quốc Parthia trong khoảng từ năm 57-54 TCN. Mithridates là con trai của vua Phraates III, người đã bị ông và Orodes-anh trai ông-sát hại vào năm 57 TCN. Orodes sau đó trở thành vua của Parthia và phong cho Mithridates làm vua của Media, một nước chư hầu của Parthia. Vì sự tàn ác của ông, Orodes đã trở nên thù địch với người em trai của ông ta và lật đổ ông. Mithridates đã buộc phải chạy trốn khỏi Media và tới tỉnh Syria của La Mã. Ông đã nương náu ở chỗ Aulus Gabinius, quan tổng trấn La Mã và là thống đốc của Syria. Mithridates sau đó quay trở lại xâm lược Parthia cùng với sự hỗ trợ của Gabinius. Vị tổng trấn La Mã đã hành quân với Mithridates tới tận Euphrates, nhưng sau đó ông đã phải quay về để khôi phục lại ngai vàng cho một vị vua khác, Ptolemaios XII Auletes của Ai Cập. Mặc dù mất sự hỗ trợ của người La Mã cho mình, Mithridates đã tiến vào Lưỡng Hà và cố gắng để chinh phục Babylon. Ông đã đánh đuổi Orodes và khôi phục lại triều đại của mình trong một giai đoạn ngắn vào năm 55 trước Công nguyên, ông cũng đã đúc tiền xu ở Seleucia cho đến năm 54 TCN. Tuy nhiên, vua Mithridates sau đó đã viên tướng của Orodes, Surena, vây hãm ở Seleucia, và sau một thời gian dài kháng cự, ông đã bị quân đội của Orodes đánh bại. Mithridates đã bị bắt làm tù binh và bị Orodes hành quyết vào năm 54 TCN.